# Liriomyza splendens
Liriomyza splendens este o specie de muște din genul Liriomyza, familia Agromyzidae, descrisă de Spencer în anul 1986.
Este endemică în New York. Conform Catalogue of Life specia Liriomyza splendens nu are subspecii cunoscute.